# فاتو هیوا
فاتو هیوا (به فرانسوی: Fatu Hiva) جنوبی‌ترین جزیره از جزایر مارکیز در پلی‌نزی فرانسه در اقیانوس آرام است. این جزیره به همراه نزدیکترین همسایه خود، جزیره موتو نائو، دورافتاده‌ترین جزایر مسکونی هستند. فاتو هیوا ۸۵ کیلومتر مربع مساحت و ۶۱۲ نفر جمعیت دارد.
فاتو هیوا همچنین عنوان کتابی است از کاوشگر و باستان‌شناس تور هایردال که در آن او دربارهٔ اقامت خود در این جزیره در دهه ۱۹۳۰ توضیح می‌دهد.
نخستین بازدید ثبت‌شده اروپایی‌ها از این جزیره مربوط به سفر اکتشفای آلوارو دمندانیا دنیرا اسپانیایی در ۲۱ ژوئیه ۱۵۹۵ است. آن‌ها این جزیره را ماگدالنا نامیدند.

## جغرافیا
در خط ساحلی شرقی فاتو-هیوا با تعدادی دره باریک روبه‌رو می‌شویم که توسط جویبارهایی که به سمت داخل جزیره می‌ریزند کنده شده‌اند. در بین این دره‌ها کوه‌پاره‌هایی وجود دارد که به پرتگاه‌های صخره‌ای لب دریا منتهی می‌شوند. جابه‌جایی در این منطقه تنها بر فراز خط‌الرأس کوه‌ها یا با قایق امکان‌پذیر است. بزرگترین این دره‌ها در اویا است. 
خط ساحلی غربی دارای دو خلیج اصلی است، یکی هانا واوه (همچنین معروف به خلیج باکره) در شمال، که یکی از دیدنی‌ترین مناطق در اقیانوس آرام جنوبی است؛ و بندرگاه محافظت‌شده اُموئا در نزدیکی جنوب. چندین دره کوچکتر بین این دو وجود دارد. 
مرکز جزیره یک فلات است که عمدتاً با علف‌های بلند و درختان کاج پیچی پوشیده شده‌است. در جنوب فلات، یک کوهستان جنوب‌رو قرار دارد به نام تائوآئوهو که بلندترین قله آن، با ۱۱۲۵ متر ارتفاع بلندترین نقطه در فاتو-هیوا است. از فلات به سمت شمال و شمال غرب زنجیره‌ای از کوه‌ها وجود دارد به نام «فائه اونه» که که بلندترین قله آن ۸۲۰ متر است.

نقشه ناهمواری‌ها
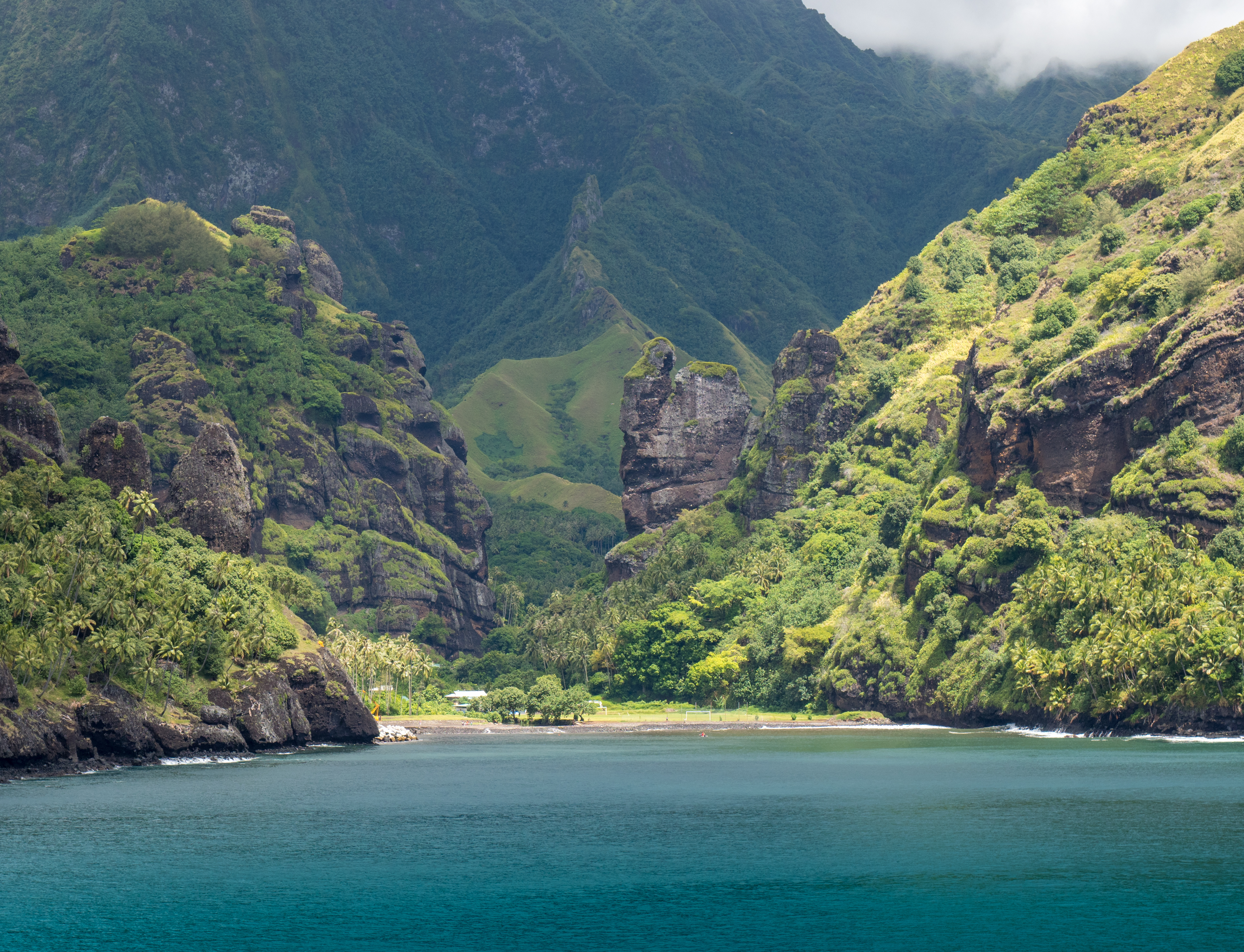
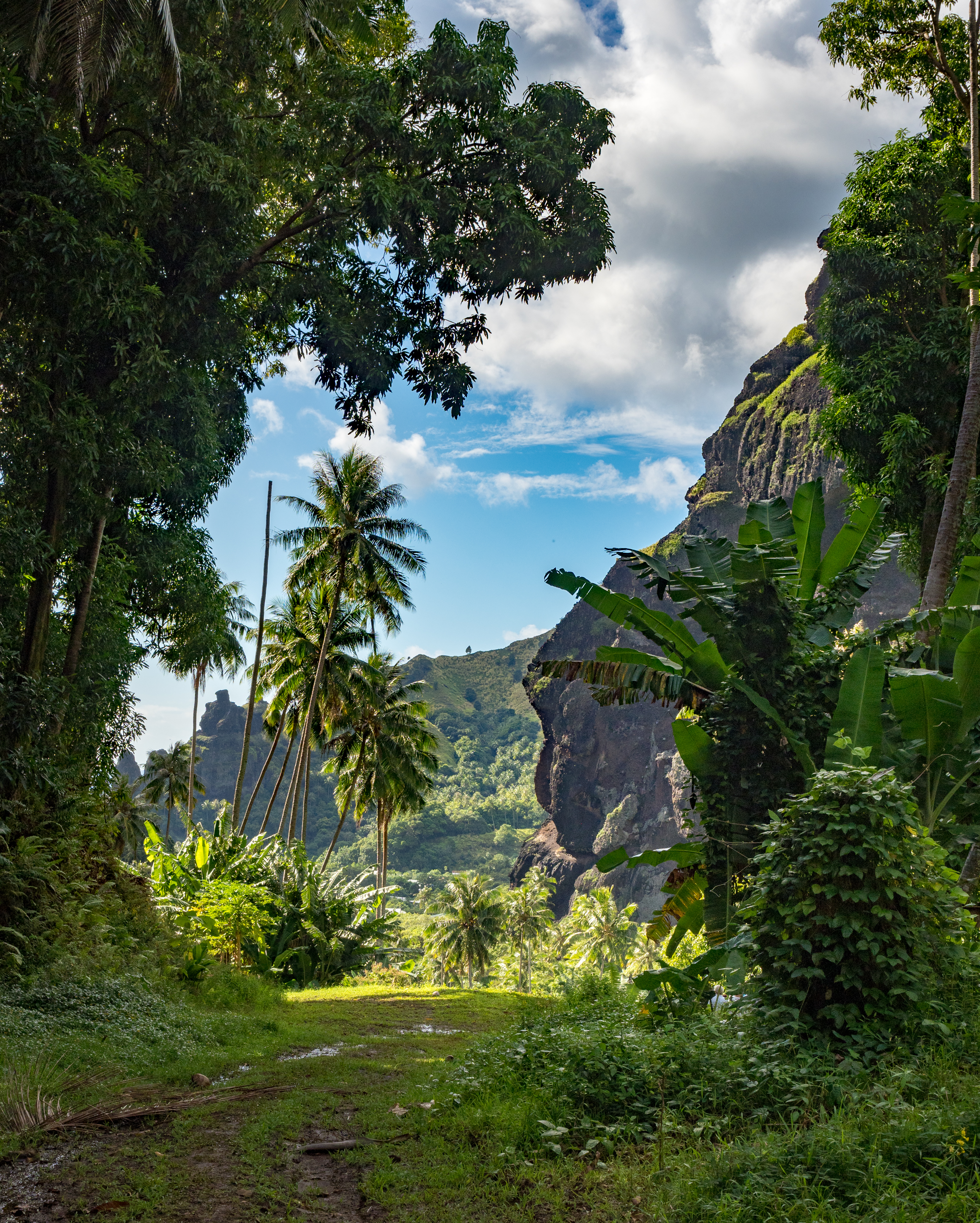
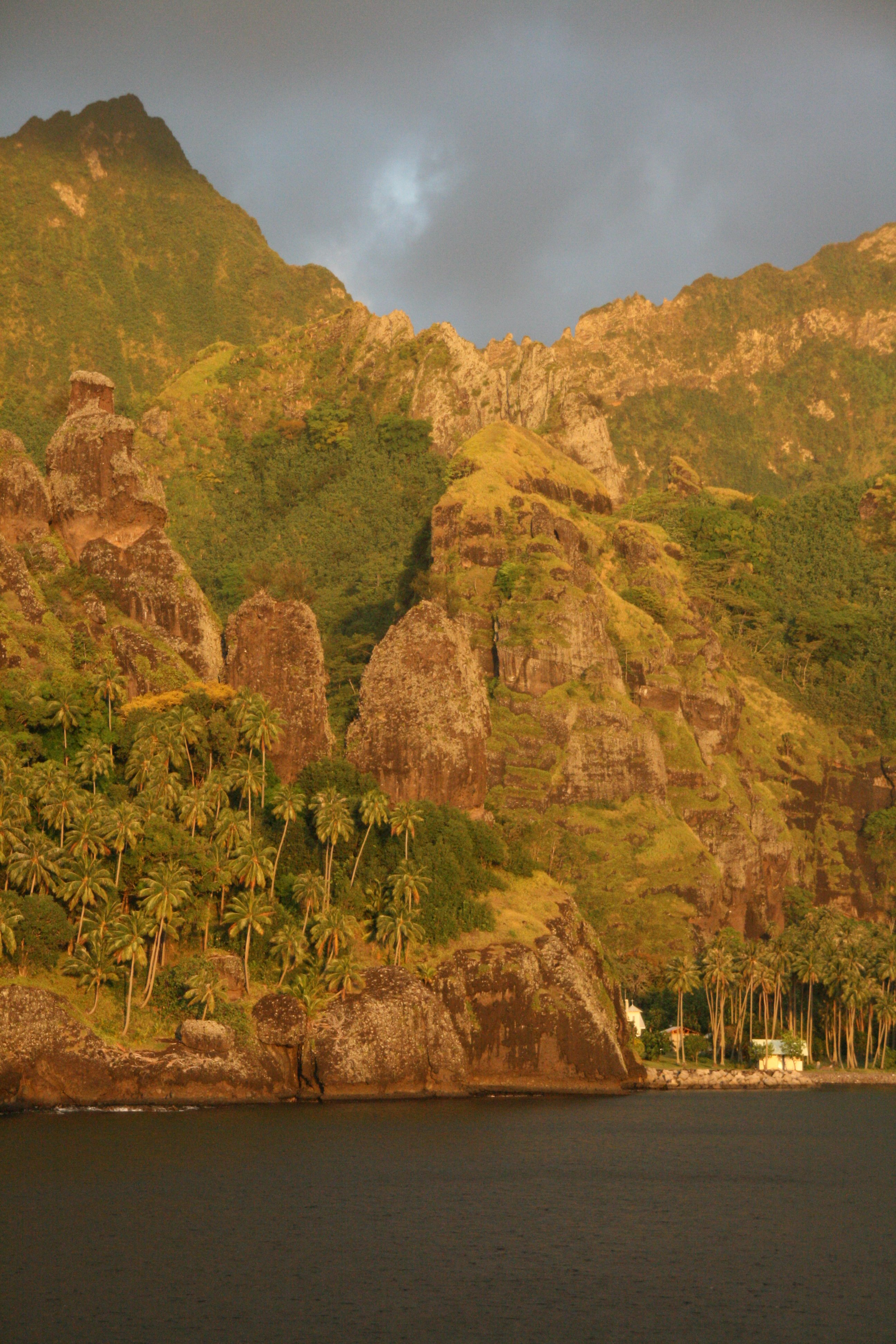
هانا واوه
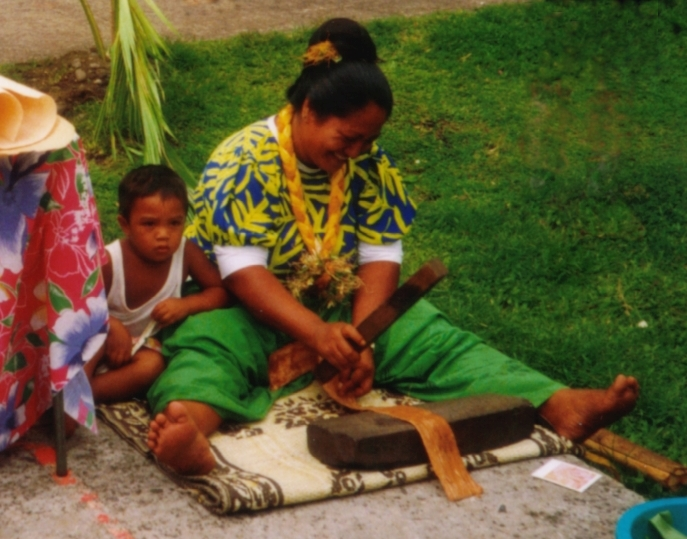
اهالی